# Huinen
Huinen is een agrarisch gebied (buurtschap) in de gemeente Putten, in de Nederlandse provincie Gelderland. Huinen is gelegen aan de westzijde van de provinciale weg tussen Putten en Voorthuizen. Aan de oostgrens van Huinen ligt een klein winkelcentrum.
Huinen ligt op een plaats waar veel archeologische vondsten werden gedaan. In het Huinerveld werd een grafveld uit de 8e of 9e eeuw ontdekt. Huinen is ook veel ouder dan de eerste vermelding in het archiefmateriaal, nl die uit 1313: Hunen. In een stuk dat 30 jaar later werd geschreven, wordt gesproken over "nieuwe grond" - een ontginning - in Hunen. Huinen behoort met Hunderen, Hunne (bij Deventer) en de waternaam Hunnepe tot de namen waarin de vorm hun(e), "veenkleurig, bruin", is overgeleverd. De streek Huinen werd genoemd naar de daar aanwezige veenachtige grond.